# Snarski
Snarski (en rus: Снарский) és un poble (un possiólok) del krai de Khabàrovsk, a Rússia, que el 2012 tenia 14 habitants. Pertany al districte rural de Viàzemski.